# José Vega Rodríguez
José Vega Rodríguez (Ceuta, 19 de desembre de 1913 - Madrid, 30 de maig de 1992) va ser un militar espanyol, capità general de diverses regions militars, director general de la Guàrdia Civil i Cap d'Estat Major de l'Exèrcit de Terra durant la transició espanyola.
Era net d'un contralmirall i fill del tinent coronel Antonio Vega Montes de Oca, que va donar suport la sanjurjada. El 1936 va ingressar a l'Acadèmia d'Infanteria de Toledo i durant la guerra civil espanyola va lluitar com a alferes provisional i tinent a diversos regiments, entre ells el III Tabor del Grup de Forces Indígenes de Larraix n. 4. En acabar la guerra fou ascendit a capità i de 1941 a 1942 marxà com a voluntari amb la Divisió Blava, de la que en va tornar amb el grau de comandant, que li fou reconegut el 1948. El 1966 fou ascendit a general de brigada i fou cap del Terç de la Legió Alejandro Farnesio IV i cap d'Estat Major de la VII Regió Militar, De 1967 a 1969 fou governador de la província d'Ifni El 1973 fou ascendit a general de divisió i nomenat president del Consell Suprem de Justícia Militar, càrrec que va ocupar fins al 17 de maig de 1974, quan va ser designat director general de la Guàrdia Civil. Va ocupar el càrrec fins al 10 d'octubre de 1975 quan fou ascendit a tinent general i nomenat capità general de la VII Regió Militar amb seu a Valladolid. Després fou capità general de la I Regió Militar (Madrid) fins que el 13 de gener de 1977 fou nomenat Cap d'Estat Major de l'Exèrcit de Terra (JEME). Va dimitir del càrrec el maig de 1978 i l'agost del mateix any fou nomenat president del Consell Suprem de Justícia Militar. El desembre de 1979 passà a situació B.